# Riccardo Jagmetti
Riccardo Jagmetti, né le 18 juin 1929 à Zurich (originaire du même lieu et de Mairengo), est un avocat et une personnalité politique suisse, membre du Parti radical-démocratique (PRD).
Il est député du canton de Zurich au Conseil des États de fin 1983 à fin 1995 et président de ce Conseil en 1993-1994.

## Biographie
Riccardo Jagmetti naît le 18 juin 1929 à Zurich. Il en est également originaire, ainsi que de l'ancienne commune tessinoise de Mairengo. Son père, qui porte le même nom, est directeur-général de la société d'assurance-vie Rentenanstalt ; sa mère est née Esther Hürlimann. Il a un frère cadet, Carlo Jagmetti, qui fait une carrière de diplomate.
Il effectue des études de droit à Zurich, Genève et Paris de 1948 à 1956. C'est à cette époque qu'il rejoint la société d'étudiants Zofingue. En 1956, il obtient le titre de docteur en droit à l'Université de Zurich.
Au terme de ses études, il travaille comme auditeur et substitut au tribunal de district de Zurich jusqu'en 1958, puis comme avocat. En 1960, il devient chargé de cours de droit à l'École polytechnique fédérale de Zurich. Il y travaille ensuite comme professeur assistant à partir de 1962, puis comme professeur ordinaire de droit de 1966 à 1995. Il enseigne également pendant quelques années à l'Université de Genève comme professeur invité.
Il a le grade de colonel à l'armée.
Il épouse en 1956 la Neuchâteloise Denise Hélène de Reynier,, avec qui il a trois enfants.

## Parcours politique
Membre du Parti radical-démocratique, il siège au Grand Conseil du canton de Zurich de 1971 à 1983. Il y préside son groupe à partir de 1981.
De 1983 à 1995, il représente le canton de Zurich au Conseil des États et le préside en 1993-1994.
En janvier 1989, il se porte candidat au sein de son parti pour la succession d'Elisabeth Kopp au Conseil fédéral, mais se voit préférer Kaspar Villiger.

### Autres mandats
Il préside notamment l'Association suisse d'assurances de 1995 à 2000,.